# Kasyci

Babilonia za panowania Kasytów.

Kasyci (Kaššu, Kaszszu, Kaszu) – jeden ze starożytnych ludów, który zamieszkiwał rejon gór Zagros, a w latach ok. 1600–1100 p.n.e. władał Mezopotamią. Jego pochodzenie nie jest do końca jasne. Niektórzy badacze wywodzą Kasytów z południowo-zachodniego Iranu, ale teza ta nie jest dostatecznie uzasadniona. Źródła babilońskie podają, że Kasyci byli federacją kilku nomadycznych plemion.
Język kasycki jest językiem izolowanym. Nie stwierdzono jego pokrewieństwa ani z językiem sumeryjskim, ani z żadnym bliskowschodnim językiem semickim (np. akadyjskim czy aramejskim), ani z językami indoeuropejskimi (choć występują w nim indoeuropejskie zapożyczenia).
Niektóre imiona bóstw świadczą o kontaktach tego ludu z Indoeuropejczykami. Dotyczy to, na przykład, Buriasza, Marrutasza i Szuriasza, wykazujących podobieństwo do imion greckiego Boreasza oraz wedyjskich Marutów i Surji.

## Historia
W Mezopotamii Kasyci po raz pierwszy pojawili się w okresie starobabilońskim – ich najstarsze ślady pochodzą z XVIII w. p.n.e. W początkach panowania babilońskiego króla Samsuiluny (1749–1712 p.n.e.) napadli na Babilonię, zajmując Ur i Uruk. Jednak dowody wskazują na to, że Kasyci nie wyparli wcześniej zamieszkującej te tereny ludności. Trochę później odnotowujemy w królestwie Hana władcę o kasyckim imieniu – Kasztiliasza.

### Władcy kasyccy przed zajęciem Babilonu
Babilońska lista królów A i Synchronistyczna lista królów zawierają zestawienie wczesnych władców kasyckich, których przybliżone lata panowania odpowiadały okresowi panowania ostatnich władców dynastii starobabilońskiej.
| Władca         | Lata panowania           | Uwagi        |
| -------------- | ------------------------ | ------------ |
| Gandasz        | 2 połowa XVIII w. p.n.e. |              |
| Agum I         |                          | syn Gandasza |
| Kasztiliasz I  |                          |              |
| Uszszi         |                          |              |
| Abi-Rattasz    |                          |              |
| Kasztiliasz II |                          |              |
| Urzigurumasz   |                          |              |
| Harba-Szipak   |                          |              |
| Tiptakzi       |                          |              |

Na konsolidację Kasytów miało wpływ sąsiedztwo państwa Jamhad, państewek huryckich i wojowniczych plemion Hana.

### Objęcie władzy w Babilonie
Około 1595 p.n.e. najważniejsze miasto Mezopotamii, Babilon, zostaje złupione przez Hetytów, którzy następnie wycofali się na północ. Wkrótce potem w nieznanych okolicznościach władzę w mieście przejmują Kasyci. Ich rządy otwiera władca o imieniu Agum II. Jego następcy zasiadali na tronie babilońskim przez około 400 lat.

### Okres średniobabiloński

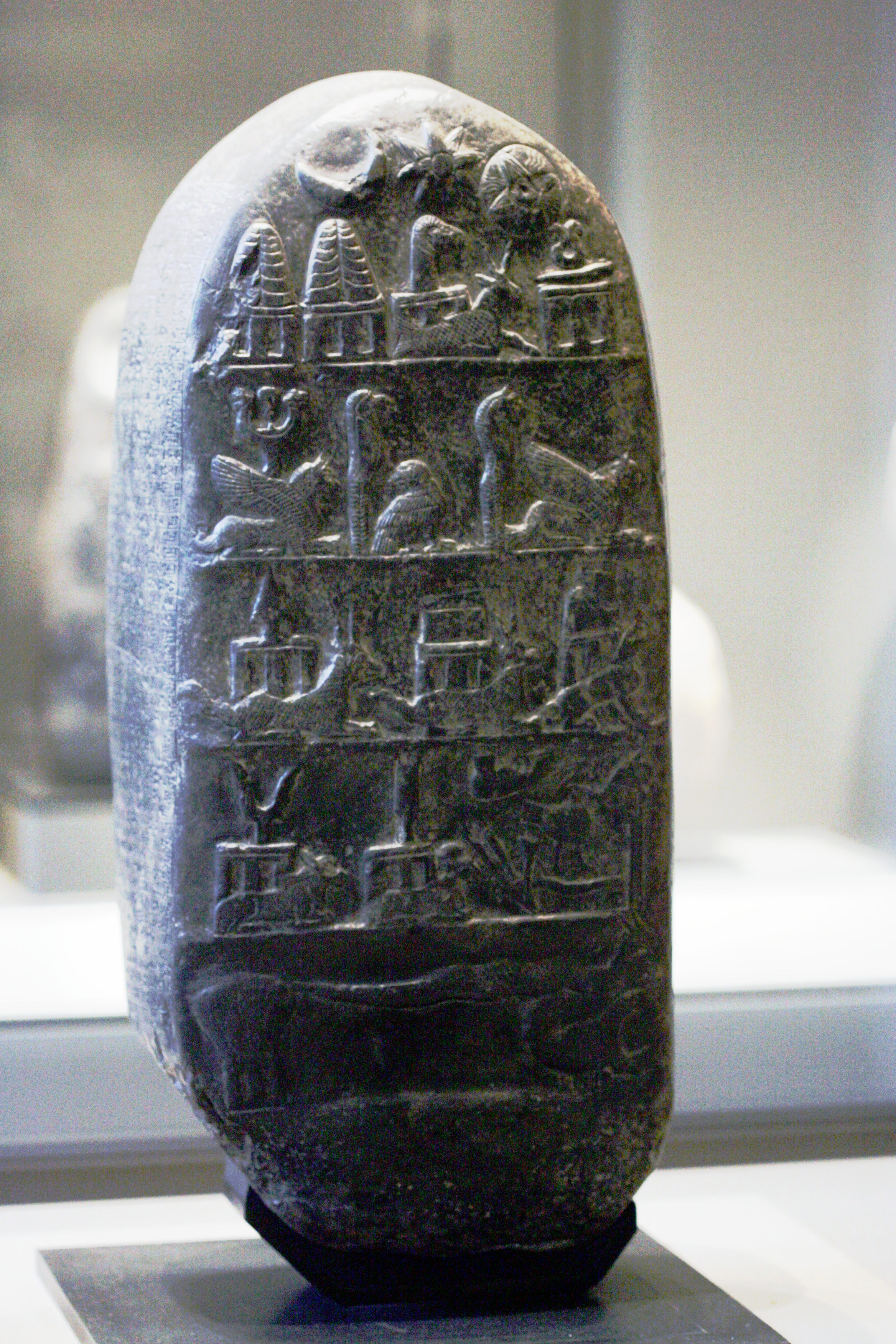
Kudurru króla Meli-Szipaka, Luwr

Kasyci przejęli kulturę sumeryjsko-akadyjską i nawiązywali do tradycji dynastii starobabilońskiej. Mimo to pod ich panowaniem zaszły dość poważne zmiany w dziedzinie społecznej i gospodarczej. Wydaje się, że okres ich panowania to czas stabilizacji w całym regionie Mezopotamii. Władcy kasyccy nie tytułowali się już królami Babilonu, tylko władcami całej krainy, którą opanowali. Było to ważna innowacja, gdyż pojęcie władzy ewoluowało z panowania nad miastem-państwem (któremu mogą podlegać inne miasta) na panowanie nad całym krajem – w ten sposób narodziła się idea Babilonii jako państwa. Z Kasytami wiąże się również podział Mezopotamii na część północną, Asyrię i część południową, Babilonię, którą za ich panowania nazywano Karduniasz. Wynikał on m.in. z tego, że władcy kasyccy nie zdołali zawładnąć północną Mezopotamią, gdzie z czasem wykształciło się silne państwo asyryjskie. Oczywiście Kasyci nie byli jedynym czynnikiem sprawczym podziału Mezopotamii na dwie części. Uwypuklili oni raczej już istniejące różnice, wynikające z uwarunkowań geograficzno-historycznych.

### Dynastia kasycka
| Władca                   | Lata panowania       | Uwagi                                                       |
| ------------------------ | -------------------- | ----------------------------------------------------------- |
| Agum II lub Agum-kakrime |                      |                                                             |
| Burna-Buriasz I          |                      | Traktat z Puzur-Aszurem III z Asyrii                        |
| Kasztiliasz III          |                      |                                                             |
| Ulam-Buriasz             |                      | Również władca Kraju Nadmorskiego                           |
| Agum III                 |                      |                                                             |
| Kara-indasz              |                      |                                                             |
| Kadaszman-Harbe I        |                      |                                                             |
| Kurigalzu I              |                      |                                                             |
| Kadaszman-Enlil I        | ok. 1374–1360 p.n.e. | Współczesny Amenhotepowi III                                |
| Burna-Buriasz II         | ok. 1359–1333 p.n.e. |                                                             |
| Kara-hardasz             | ok. 1333 p.n.e.      | Wnuk Aszur-uballita I                                       |
| Nazi-Bugasz              | ok. 1333 p.n.e.      |                                                             |
| Kurigalzu II             | ok. 1332–1308 p.n.e. | Syn Burna-Buriasza II                                       |
| Nazi-Maruttasz           | ok. 1307–1282 p.n.e. |                                                             |
| Kadaszman-Turgu          | ok. 1281–1264 p.n.e. |                                                             |
| Kadaszman-Enlil II       | ok. 1263–1255 p.n.e. |                                                             |
| Kudur-Enlil              | ok. 1254–1246 p.n.e. |                                                             |
| Szagarakti-Szuriasz      | ok. 1245–1233 p.n.e. | Syn Kudur-Enlila                                            |
| Kasztiliasz IV           | ok. 1232–1225 p.n.e. | Uprowadzony w niewolę do Asyrii po przegranej wojnie.       |
| Enlil-nadin-szumi        | ok. 1224 p.n.e.      | Asyryjski protektorat                                       |
| Kadaszman-Harbe II       | ok. 1223 p.n.e.      | Asyryjski protektorat                                       |
| Adad-szuma-iddina        | ok. 1222–1217 p.n.e. | Asyryjski protektorat                                       |
| Adad-szuma-usur          | ok. 1216–1187 p.n.e. |                                                             |
| Meli-Szipak              | ok. 1186–1172 p.n.e. |                                                             |
| Marduk-apla-iddina I     | ok. 1171–1159 p.n.e. |                                                             |
| Zababa-szum-iddina       | ok. 1158 p.n.e.      |                                                             |
| Enlil-nadin-ahhe         | ok. 1157–1155 p.n.e. | Pokonany przez Kutir-Nahhunte III z Elamu. Koniec dynastii. |

### Kasyci po utracie władzy w Babilonie
Ostatni raz na kartach historii Kasyci, pod nazwą Cossaeans, pojawili się jako przeciwnicy Aleksandra Wielkiego.

## Kultura i sztuka
Za panowania dynastii kasyckiej w Babilonii kultura babilońska uległa procesowi „skostnienia”. Nie tworzono nowych dzieł, lecz powielano wzorce literackie z okresu starobabilońskiego. Sami Kasyci z czasem ulegli wielowiekowej kulturze kraju, który podbili, przez co nie zachowało się za wiele śladów pozwalających lepiej poznać ich własną kulturę. Odnosi się to szczególnie do języka kasyckiego, po którym pozostały zaledwie dwie kasycko-akadyjskie listy słownikowe zawierające rzeczowniki, czasowniki i przymiotniki. Natomiast nie odnaleziono żadnych tekstów spisanych w tym języku.
Kasyci byli elementem napływowym w Babilonii, to podobnie jak wcześniej Amoryci ulegli cywilizacji sumeryjsko-akadyjskiej. Długi okres ich panowania przyczynił się do ukształtowania się literackiego korpusu języka akadyjskiego. Pałac wspierał skrybów, którzy kopiowali teksty. Sumeryjski nadal pozostał językiem kultu, natomiast akadyjski (język średniobabiloński), będący pod silnym wpływem starobabilońskiego wykształcił właśnie wtedy swój literacki dialekt nazywany współcześnie przez uczonych standardowym babilońskim. Pozostał on dialektem literackim, w którym spisano kanon literacki Babilonii i Asyrii oraz który był używany do końca historii obu tych krajów.

## Wpływ na strukturę społeczną Babilonii
W polityce wewnętrznej oparli swoje rządy na współplemieńcach oraz starej arystokracji babilońskiej, którą pozyskiwano nadaniami ziemskimi. Posiadłości te rozgradzano stelami granicznymi zwanymi kudurru.